# 保罗·西蒙
保罗·弗雷德里克·西蒙（英語：Paul Frederic Simon，1941年10月13日—），是美国一位流行音乐歌手、唱作人、結他手，音樂製作人；也是六十年代著名民謠音乐二人合唱團賽門與葛芬柯其中一員。

## 生平
1941年10月13日，賽門出生于美國新澤西州一个犹太人家庭。他就讀小學的时候與亞特·葛芬柯成为好友（當時他們都是11歲），後來两人经常同台演出。在1957年，他们合作的歌曲《Hey, Schoolgirl》打入美国「流行音乐排行榜」第49位；這首歌以「湯姆與傑瑞」（英語：Tom and Jerry）的名義發布。
高中毕业之后，賽門进入紐約市立大學皇后學院就讀，主修英語，於1963年获得英國文学学士学位。毕业後曾參加布魯克林法學院的課程，但他仍對摇滚乐充滿熱情。当时加芬克尔就读位於曼克頓的哥伦比亚大学，距離紐約市不遠，两人时常合作音樂；雖然如此，西蒙較喜歡他在这段时间单独创作的歌曲。

## 成名之路
1964年初，哥伦比亚唱片为賽門和加芬克尔提供歌手合約，并简单地为他们题了个名字：「賽門與葛芬柯」（英語：Simon & Garfunkel），以取代之前的名稱「湯姆與傑瑞」（英語：Tom and Jerry）。2003年3月10日摇滚名人堂颁奖典礼賽門曾打趣地说：「这是两个家族名字同时出现在流行乐坛的第一次。」
乐團的第一张專輯是《Wednesday Morning, 3 AM》，發布於1964年10月19日，初步不算成功，但其中的歌曲《The Sound of Silence》（寂静之声）於经过电吉他、貝斯，低音鼓等樂器重新混音及包装之后，以細碟形式推出市面，一举登上了美國「告示牌排行榜」冠軍位置。賽門本來已到了英国作個人發展，但由於这首歌曲的成功，使他不得不返回美国，继续和加芬克尔合作。在接下来的几年中，他们又推出了许多成功的专辑，其中著名的歌曲包括《Scarborough Fair》（斯卡伯勒集市）、《Mrs. Robinson》（羅賓遜夫人），《Bridge Over Troubled Water》（惡水上的大桥）等等。1968年1月21日，賽門與葛芬柯为好莱坞電影《毕业生》配乐的原聲大碟出版，好評如潮，後來被收入到美国国会图书馆的国家级收藏中。

## 個人發展
1970年代，賽門與葛芬柯作個人發展。賽門喜歡走世界音樂路綫，有多種音樂風格，著名歌曲包括：《Mother and Child Reunion》、《Kodachrome》、《Loves Me Like a Rock》、《50 Ways to Leave Your Lover》、《Still Crazy After All These Years》，《Slip Slidin' Away》和《Late in the Evening》等等。2003年12月2日，賽門與葛芬柯重聚，以賽門與葛芬柯的名義进行了一次巡回演唱。同年，樂團被授予葛萊美终身成就奖，連這個奖項在內，保羅·賽門已十三次獲得葛萊美獎。
2011年10月7日，《美國作曲家》雜誌轉載了賽門的深入訪問，他與音樂記者湯姆·穆恩討論了歌曲創作的藝術。訪談中，賽門解釋了他在詞曲創作的基本主題：愛情、家庭，社會評論等；及宗教、靈性的信息都是寫作的題材。賽門繼續在訪談中解釋了他是如何寫歌：「音樂總是先於文字，歌詞往往來自旋律，並最終演變成連貫的想法，或者是不連貫的思緒。歌曲節奏在過程中十分重要，這就像一個拼圖，要找到合適的詞語來表達音樂要說的話。」

### 近況
2014年2月8日开始，赛门与英国歌手史汀一起举行名为「On Stage Together Tour」的世界巡迴演唱會，於2015年4月18日圓滿結束。

## 錄音室專輯
- The Paul Simon Songbook (1965)
- Paul Simon (1972)
- There Goes Rhymin' Simon (1973)
- Still Crazy After All These Years (1975)
- One-Trick Pony (1980)
- Hearts and Bones (1983)
- Graceland (1986)
- The Rhythm of the Saints (1990)
- Songs from The Capeman (1997)
- You're the One (2000)
- Surprise (2006)
- So Beautiful or So What (2011)

## 外部連結
- 保罗·賽門官方網站（页面存档备份，存于）